# Kaizuka
Kaizuka (jap. 貝塚市 Kaizuka-shi) – miasto w Japonii, na wyspie Honsiu, w prefekturze Osaka.

## Położenie
Miasto leży w południowej części prefektury nad zatoką Osaka. Graniczy z:
- Kishiwada
- Izumisano
- Kinokawa

## Historia
Miasto otrzymało prawa miejskie 1 maja 1943 roku.

## Miasta partnerskie
- Stany Zjednoczone: Culver